# Cordylus meculae
Espèce
Statut de conservation UICN

 LC  : Préoccupation mineure
Statut CITES
Cordylus meculae est une espèce de sauriens de la famille des Cordylidae.

## Répartition
Cette espèce est endémique de la province de Niassa au Mozambique. Elle se rencontre dans la Serra Mecula.

## Publication originale
- Branch, Rödel & Marais, 2005 : A new species of rupicolous Cordylus Laurenti 1768 (Sauria: Cordylidae) from Northern Mozambique. African Journal of Herpetology, vol. 54, n. 2, p. 131-138 (texte intégral).